# گرداگرد کردن

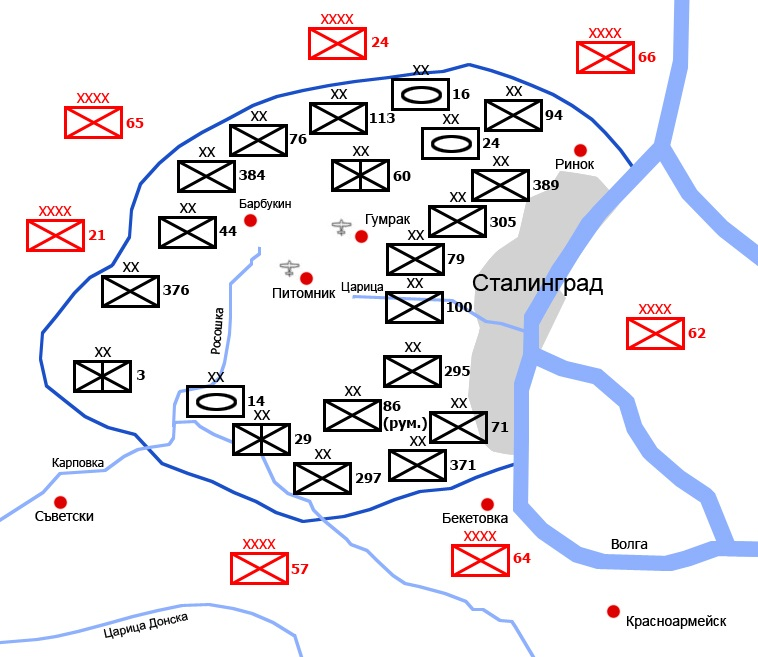
گرداگرد کردن در خلال محاصره استالینگراد

گرداگرد کردن (انگلیسی: Encirclement) یا گرداگرد شدن، یک اصطلاح نظامی و نوعی از محاصره و برای موقعیتی است که یک نیرو یا هدف توسط نیروهای دشمن منزوی و محاصره شده است. این وضعیت برای نیروی محاصره شده بسیار خطرناک است. در سطح استراتژیک، نمی‌تواند آذوقه یا نیروی کمکی دریافت کند و در سطح تاکتیکی، واحدهای موجود در نیرو می‌توانند از چندین طرف مورد حمله قرار گیرند. در نهایت، از آنجایی که نیرو نمی‌تواند عقب‌نشینی کند، مگر اینکه آزاد شود یا بتواند از حالت گرداگرد شده خارج گردد، باید تا پای جان بجنگد یا تسلیم شود.
نوع خاصی از این گرداگرد شدن، محاصره نظامی است. در این حالت، نیروهای محاصره شده در موقعیتی مستحکم قرار می‌گیرند که در آن آذوقه طولانی مدت و استحکامات قوی وجود دارد و به آنها اجازه می‌دهد در برابر حملات مقاومت کنند. محاصره تقریباً در تمامی جنگ‌ها رخ داده است.
گرداگرد کردن در طول قرن‌ها توسط رهبران نظامی، از جمله اسکندر مقدونی، سون تزو، هانیبال، ژولیوس سزار، اسپارتاکوس، خالد بن ولید، چنگیز خان، یی سون شین، والنشتاین، نادرشاه، شاکا، ناپلئون بناپارت، هلموت فن مولتکه، هاینتس گودریان، گرت فون روندشتت، اریش فون مانشتاین، گئورگی ژوکوف و جرج پتن مورد استفاده قرار گرفته است.